# Thetidia radiata
Thetidia radiata är en fjärilsart som beskrevs av Francis Walker, 1863. Thetidia radiata ingår i släktet Thetidia och familjen mätare, Geometridae. Inga underarter finns listade i Catalogue of Life.